# Нарочанская биологическая станция имени Г. Г. Винберга
Нарочанская биологическая станция имени Г. Г. Винберга — учебно-научный центр биологического факультета БГУ. Станция является базой экспедиционных исследований по изучению озёр северо-запада Беларуси.

## Географическое положение
Расположенная на территории Белорусского поозерья, биологическая станция находится в непосредственной близости от крупнейшего озера Нарочь, связанного в единую систему с озёрами Мястро и Баторино, которые при одинаковых внешних воздействиях находятся на разных стадиях эвтрофирования и резко различаются между собой по уровню продуктивности.

## История
Нарочанская биологическая станция создана в 1946—1947 годах по инициативе Льва Александровича Зенкевича. С 1999 года на базе станции проходят Международные научные конференции «Озёрные экосистемы». Активное участие в организации биологической станции принимал Геогргий Георгиевич Винберг. Благодаря исследованиям сотрудников станции озеро Нарочь входит в число 100 наиболее изученных озёр мира. В 2002 г. получила статус учебно-научного центра. В 2006 г. биостанции было присвоено имя гидробиолога Г. Г. Винберга. Первым директором (1948—1960 гг.) была кандидат биологических наук П. С. Невядомская.

## Инфраструктура
К концу 1950-х было построено несколько деревянных домиков, где размещались учебные и научные лаборатории, а также общежитие. В случае нехватки мест студенты также размещались в палатках.
С 1960-х началось интенсивное рекреационное освоение региона, деревянные строения соответствовали эстетическим санитарным требованиям курортной зоны, вследствие чего был разработан проект и в 2002 г. был введён в строй новый корпус, включающий 14 современных лабораторий с необходимым оборудуванием, а также учебные классы, конференц-зал, библиотеку и общежитие на 20 мест.

## Деятельность
Основой изучения служит механизмы функционирование водных экосистем, их расшифровка, проводятся многолетние круглогодичные мониторинговые наблюдения озёр Нарочь, Мястро и Баторино.